# Голокост у Рівному
Голокост у Рівному — масове систематичне винищення єврейського населення міста Рівне у роки німецької окупації міста.

## Окупація Рівного та перші акції проти євреїв
Окупація Рівного нацистами відбулася 28 червня 1941 р.. За адміністративно-територіальним поділом місто увійшло до генеральної округи «Волинь–Поділля» Рейхскомісаріату «Україна» (Reinchskomissariat Ukraine), декрет про утворення якого А. Гітлер підписав 20 серпня 1941 р.. Рейхскомісаром призначено гауляйтера Східної Прусії Еріха Коха, а його резиденцію — м. Рівне. Зважаючи на особливий статус (столиця Рейхскомісаріату), в місті знаходилися основні владні інституції РКУ — штаб Еріка Коха, німецький суд, Центральний емісійний банк України, штаб головного інтендантства й господарче управління групи армій «Південь», штаб начальника тилових частин вермахту в Україні тощо. Вибір провінційного міста в якості столиці демонстрував презирство до історичних традицій та зневажливе ставлення до м. Києва, підкреслюючи на географічній, а не на державно-історичній цілісності. Еріх Кох визнав, що вибрав Рівне, як столицю Райхскомісаріату, «щоб підкреслити нікчемність української державності».
Напередодні Другої світової війни в Рівному з 57 тис. населення мешкало 25 тис. євреїв. Разом з біженцями Польщі, їх кількість оцінювалася близько в 30 тис. чол.. За даними Шмуеля Спектора 7 % євреїв вдалося евакуюватися.
Реєстрація населення 15 серпня 1941 р. засвідчила наявність в Рівному 25 національностей, де налічувалося 19763 євреїв. За цим показником єврейська громада перевершувала більш ніж у двічі польську (8540 чол.) і в 3,5 рази українську (5136 чол.). Дані останньої офіційної рестрації міської управи м. Рівного за тиждень до розстрлу євреїв в Сосонках (станом на 1 листопада 1941 р.) засвідчили про наявність у місті 20300 євреїв (543 дорослих чоловіків, 9400 дорослих жінок, решта — діти до 16 років).
1 липня 1941 р. утворено Рівненську міську управу. Бургомістром обраний Бульба Полікарп, його заступником — Іван Сав'юк. Одночасно в Рівному працював німецький бургомістр — Герман. Окружним комісаром (гебітскомісаром) Рівненської округи з 15 вересня 1941 р. став д-р. Вернер Беєр.
На початку окупації відбулися перші акції проти євреїв. 8 липня 1941 р. арештовано 130 євреїв, яких вночі утримували у дворі державного банку, а наступного ранку 9 липня розстріляли. Рівненська єврейка Варвара Барац про це згадувала так:
«У цей вечір німці захопили близько чотирьохсот чоловік і загнали їх на ніч у двір Національного банку, а вранці у вікно ми бачили, як цю партію під німецькою охороною повели по одній з головних вулиць міста. Слідом за ними везли два кулемети, але нікому в голову не прийшло, що першу партію євреїв ведуть на розстріл і що ми нікого з них більше не побачимо. Ми були впевнені, що їх погнали кудись на роботу, і це припущення ще довго вселяло надію в свідомості рідних і близьких цих людей. Лише потім вияснилось, що в цей день на околиці міста були розстріляні перші жертви єврейського геноциду».
|}.

12 липня 1941 р. біля цегляного заводу близько 2 км від міста було розстріляно ще 100 євреїв, а в серпні 1941 р. — розстріляно ще кілька сотень. Таким чином, загалом влітку 1941 р. було вбито близько 500—600 євреїв.

## Правове становище
Система мір та заходів проти євреїв була спрямована на позбавлення їхніх прав, якими все ж в обмеженому вигляді могло користуватися інше населення.
З початку окупації на євреїв були накладені контрибуції, які проводилися кількаразово. Спочатку за три тижні юденрат мав зібрати 1 200 тис. марок, а через дві неділі — ще 200 000 марок. За весь період окупації рівненських євреїв примусили здати 12 млн руб.. Крім грошей, жертв примушували безкоштовно здавати одяг, хутра, теплі речі для німецької армії, кольорові метали, цінні речі.
У липні-серпні 1941 р. в управління воєнних трофеїв Головного казначейного рейхсбанку почали надходити прибутки. Одним з перших великих надходжень став вантаж з Рівного і Острога в кінці жовтня 1941 р. вагою в 2,5 т. В листопаді нові транспорти з Рівного (цінності євреїв Рівного і Ковеля, а також прилеглих містечок) і Львова важили 2,3 т і 866 кг.
Грабіж євреїв Рівного відбувався протягом всього часу нацистської окупації. Після розстрілу євреїв в Сосонках 6-8 листопада 1941 р. гебітскомісару д-ру Вернеру Беєру передали мішок з золотом та цінностями. У своїй резиденції він влаштував розпродаж, оголосивши серед місцевих німецьких посадовців, що в нього є годинники, ювелірні вироби, портсигари та інші особисті речі євреїв.
Жертв Голокосту змусили носити розпізнавальні знаки (спочатку зірки Давида, потім пов'язки жовтого кольору — «лати»). Згідно з наказом гебітскомісара д-ра Беєра, на території Рівненської округи з 19 вересня 1941 р. євреї повинні були носити «жовті лати». Спеціальні відзнаки носила і єврейська поліція — кепку з жовтою стрічкою та нашивкою «Єврейська служба порядку».
Євреям було заборонено залишати місця свого помешкання, було обмежено у видачі продуктів харчування за харчовими картками, заборонено одружуватись з неєвреями (арійцями). 16 грудня 1941 р. в Рівному створено комісію по перевірці національності.
Дискримінація економічного життя зводилася до заборони участі в торговельно-купівельних операціях. Внаслідок цього вони опинилися під загрозою голодної смерті або великих штрафів. Від 16 серпня 1941 р. за указом гебітскомісара Беєра в Рівному євреям заборонено купувати будь-що на торгах. Євреї стали єдиною групою, що сплачувала за приналежність до національності — «жидівський податок», який становив 20 %. Робітники звільнялися з підприємств, які з восени 1941 р. їм їх відкривати заборонялося. Все майно переходило у власність держави.
Використовувалася безкоштовна праця євреїв. У розпорядженні Рівненської окружної управи від 10 липня 1941 р. йшлося про те, що «до праці на публічних роботах вживати жидів без винагороди забезпечивши їх виживленням». Тобто євреї працювали за їжу. Найбільше їхню працю використовували на відбудові та ремонті житлових об'єктів після бомбардувань Рівного, на будівництві доріг тощо. Важкі роботи поєднувалися з моральним приниження та фізичними насиллям, що нерідко ставало причиною каліцтва та смерті. За спогадами Варвари Барац, при виході євреїв на роботу «одного арештували, другого побили, а третій взагалі не вернувся живим».
Єврейські робітники, як і військовополонені не мали трудових книжок, не мали права на відпустку, соціального страхування, премій та медичного обслуговування.
Дискримінація в трудовій сфері поєднувалася з релігійною, адже євреї повинні були працювати у святкові для них дні. Від 14 серпня 1941 р. всі єврейські підприємства повинні були працювати у суботу. В квітні 1942 р. за розпорядженням німецького бургомістра в Рівному на примусових роботах євреї працювали кожної суботи, неділі та понеділка. Культова наруга виявлялася в тому, що в Рівненській Великій синагозі складали майно розстріляних євреїв, пакували його та вивозили до Німеччини. Згодом в ній євреї змушені були розпалювати вогнище священними для них єврейськими молитовниками, щоб не замерзнути взимку на роботі. З 22 синагог в Рівному повністю було знищено або розібрано 17, а 5 залишилося в напіврозібраному стані. Сексуальна наруга, очевидно, була досить поширеним явищем, зважаючи на безправність становища, в якому перебували євреї. Дангі з Меморіальної книги Рівного свідчать, що грабіж і зґвалтування євреїв стали щоденним явищем.

## Розстріл в Сосонках 6-8 листопада 1941 року
6-8 листопада 1941 р. в урочищі Сосонки на східній околиці Рівного було вбито близько 17,5 тис. євреїв. Потреба знищення рівненських євреїв детермінована заявами нацистів, що Еріх Кох приїде в місто лише в тому випадку, коли будуть знищені євреї. Іцхак Арад зазначав, що можливою причиною розстрілу такої кількості людей стало те, що постала нагальна потреба в столиці Райхскомісаріату звільнити велику кількість приміщень для розміщення німецьких установ та вирішення житлової проблеми німців.
За даними Олександра Круглова, в акції були задіяні близько 1500 чол. Основу роль у вбивствах відіграв відділ СД (під керівництвом штурмбанфюрера СС Германа Лінга), який був частиною оперативної команди 5. Крім того, в Рівне були перекинуті поліцейські частини з інших міст, а саме 315-й поліцейський батальйон (розміщувався в Житомирі), 1-а рота 69-го поліцейського батальйону (розміщувалася у Вінниці), рота 320-го поліцейського батальйону з міст Луцьк та Сарни (штаб батальйону з 3-й ротою дислокувалися в самому Рівне). Останньому батальйону було надано частину батальйону поліцейських резервістів (рота «Остланд»), сформований у Франкфурті-на-Одері влітку 1941 р. з біженців і переселенців з Естонії та Латвії. Крім того, в акції брали участь українська допоміжна поліція і службовці гебітскомісаріату Рівного. Активну участь у розстрілах взяли і військовослужбовці вермахту — добровольці, що охороняли табір військовополонених в Рівному. Також, ймовірно, для допоміжних функцій була залучена, штабна рота командувача Вермахтом в Україні.
Напередодні акції, 5 листопада 1941 р. за підписом д-ра Вернера Беєра в Рівному були розклеєні два оголошення на німецькій та українській мовах. В одному з них було вказано, що євреї, які не мали робочих посвідчень, повинні були з'явитися 6 листопада на Костельну площу з документами, цінними речами та продуктами на три дні. Дозволялося брати з собою 16 кг багажу. В іншому оголошенні вказувалося, що в ніч з 5 на 6 листопада заборонялося населенню після 19 годин виходити на вулицю.
Після того, як євреї зібралися на площі, — їх привели до Сосонок. Рівненська єврейка Христина Новаковська так про це згадувала згадувала:
«Підходячи до Сосонок, ми зрозуміли, що прийшли на смерть. Моїм очам представилась жахлива картина, від якої навіть тепер, коли загроза смерті давно минула, кров холоне в жилах. Рів довжиною метрів в 100. Через рів перекинуті колоди. На колодах, вишикувавшись в потилицю стоять чоловік 10-20. Довга черга з автомата — і люди, як скошені колоски, падають в ями. Неподалік від рову було ще кілька ям… Всіх примушували роздягатися догола і підходити до ями — чоловіки і жінки окремо. Кожен практикував свій спосіб вбивства: одних вистроювали вздовж ями лицем до ями, і німець по черзі стріляв кожному в потилицю, інших ставили перед ямою на коліна, третіх змушували бігти до ями і, коли людина наближався до ямі, в нього стріляли, і т. д. Маленьких дітей кидали живими в ями, інших підкидали вгору і стріляли на льоту. Все це супроводжувалося передсмертними стогонами і криками вмираючих і реготом катів. Якщо хто-небудь з приречених намагався втекти в сторону, його пристрілювали. Попрацювавши таким чином часдва, німець підходив до столика, випивав чарку горілки, закушував бутербродом з ковбасою і знову продовжував свою мерзенну работу».
|}.

Після розстрілу євреїв місцеві жителі шукали цінності та матеріальні речі на місці вбивства.
Згідно з актом комісії, офіційно загиблими під час розстрілів в Сосонках вважаються 17,5 тис. євреїв. Деякі історики зазначають, що ця кількість стосується лише дорослих євреїв, що були окремо розстріляні 6 тис. дітей. Тобто за такої умови загальна кількість становить 23,5 тис. загиблих. Однак ці дані потребують перевірки.
Після війни за вбивство рівненських євреїв засуджено на 15 років каторжних робіт вахмістра роти «Остланд» Бориса Драхенфельса-Кальювері, який був постовим. У НДР в 1959 р. до смертної кари засуджено охоронця табору військовополонених у Рівному Фрідріха Бергемана, що добровільно брав участь у вбивстві євреїв. У ФРН до суду не було притягнено жодної людини, а справи підозрюваних були закриті ще на початку слідства.
Крім вбивства 17,5 тис. рівненських євреїв в Сосонках. Близько 5 тис. загинули в Костополі після ліквідації рівненського гетто. Серед іних місць, в яких вбивали євреїв — у в'язниці, в таборах військовополонених, на вул. Білій в Рівному, с. Видумка поблизу Рівного. До переліку жертв слід віднести і втрати під час бомбардування Рівного під час окупації від авіа нальотів і бомб.

## Рівненське гетто
Після розстрілу євреїв в Рівному створено гетто, куди переселено близько 5200 євреїв. Станом на 10 травня 1942 р. в гетто налічувалося 3747 дорослих працездатних чоловіків та жінок, 271 — непрацездатних та 1182 дітей до 14 років.
Переселення євреїв в гетто розпочалося в листопаді-грудні 1941 р. 30 січня 1942 р. гебітскомісар д-р Беєр наказав завершити процес переселення до 15 лютого 1942 р. Однак ще в травні 1942 р. були євреї, які проживали поза межами гетто. Формально в гетто повинні були перебувати всі євреї. В окремих випадках робилися винятки євреям-спеціалістам та членам юденратів. У Рівному з дозволом та без нього поза межами гетто проживало близько 25 євреїв.
Характерною рисою гетто була перенаселеність. Важким був санітарний стан. У квітні 1942 р. гебітскомісар зазначав юденрату про нечистоти, що панують в гетто. До гетто євреї потрапляли де-факто пограбованими, адже неможливо було забрати з собою все майно.
Важливою була зайнятість. Як згадує Варвара Барац, праця в гетто була безкоштовна. Винагородою був сам факт праці на німців. На території гетто створено майстерні (кравецькі, шевські, білизняні, панчішні тощо). Щодня на різні роботи юденрат повинен був відсилати по 100—150 робітників. А кожну неділю на роботах повинні працювати біля 1000 євреїв. Примусові роботи в Рівненському гетто в травні 1942 р. були щоденними та тривали 8-12 год. на добу.
Ліквідовано гетто в ніч з 13 на 14 липня 1942 р. Близько 5 тисяч євреїв були вивезені поїздом до Костополя і там розстріляні. Після ліквідації євреїв німецькою та українською поліцією проводилися пошуки євреїв, яким вдалося врятуватися.

## Рятівники та врятовані
Рівне звільнено 2 лютого 1944 р. В 1991 р. в Сосонках встановлено пам'ятник, а згодом — меморіал жертвам Голокосту. Лише декільком десяткам євреїв вдалося врятуватися. Їх порятунок зумовлених різними факторами. Одним вдалося евакуюватися, інші переховувалися в сусідів, зуміли втекти, врятовані представниками інших національностей.
Щоб вберегти єврейських дітей, представники інших національностей видавали їх за власних. Однією з перших Праведників світу стала Марія Бабич з Рівного, яка таким чином врятувала доньку І. Осипова, в якого раніше працювала нянею. Ризик розкриття був дуже великий, адже Марії було за 50 років, а в такому віці народити дитину досить складно.
Інший приклад порунку — втеча з місця розстрілу в Сосонках 1941 р. Це вдалося Марії Берзон. Згодом, як остарбайтера, її забрали на примусові роботи в Німеччину (німці-господарі не здогадувалися, що вона єврейка). Таким чином вона вижила, а після війни приїхала в Рівне.
Під час ліквідації гетто в липні 1942 р. кілька десятків рівненських євреїв врятував німецький інженер Герман Гребе. Йому вдалося отримати документи для захисту своїх «підопічних» — єврейських робітників. Згодом для 25 робітників виготовив фальшиві «арійські» посвідчення та вивіз їх в Полтаву.. Серед інших випадків порятунку євреїв німцями — службовець штабу командуючого вермахту в Україні Густав Крюгер, який під час розстрілу в Сосонках допоміг врятуватися кільком євреям, зокрема прибиральниці Басі, в якого вона працювала. Однак звання Праведника світу він не отримав.
Варвару Барац та її доньку Міру врятував Яків Сухенко. Однак за порятунок інших євреїв в 1943 р. його було розстріляно.